# Congrés Internacional de Matemàtics de 1900
El Congrés Internacional de Matemàtics de 1900 va ser el segon Congrés Internacional de Matemàtics celebrat a París, França, del 6 d'agost al 12 d'agost de 1900.
Henri Poincaré va ser el cap del Congrés. Va reunir 250 membres.
Encara que la major part d'aquest congrés va ser en francès, hi va haver una discussió sobre problemes de matemàtiques publicats en diferents idiomes.

## Visió general
La primera reunió va tenir lloc al Cafè Voltaire, el 5 d'agost, a les 20.30 hores abans de la inauguració oficial del Congrés, i va permetre a diversos dels seus membres establir contactes, establir vincles o renovar amistats.
Els delegats es van reunir el 7 d'agost per a un dinar, servit a l'École Normale Supérieure, el director de la qual, Georges Perrot, va proporcionar amablement als organitzadors la Salle des Acte. Jules Tannery va acceptar amablement fer els honors. Perrot, Moritz, Cantor i Darboux van parlar successivament.
Els delegats del Congrés van ser rebuts el 10 d'agost de 1900 pel President de la República Francesa, Émile Loubet, i l'11 d'agost, al llarg de w amb els seus col·legues del Congrés de Física, pel príncep Roland Bonaparte, del qual és coneguda la generosa dedicació a les aspectes científiques.
Finalment, després de la cloenda del Congrés, diversos membres es van reunir al migdia per a un banquet. Malauradament, el president del Congrés es va trobar massa cansat per participar-hi.
Molts brindis van ser aixecats, primer per Darboux, que va excusar Henri Poincaré, després per Carl Friedrich Geiser, en nom dels delegats estrangers, per Jules Tannery que va proposar la salut dels absents, i per Cyparissos Stephanos i Nikolái Vasíliev; Darboux, finalment, va tornar a parlar en el seu propi nom i va improvisar un encantador discurs, en el qual va subratllar com de prop s'han de sentir els matemàtics, ja que no hi ha científics el treball dels quals sigui més desinteressat, ni menys propens a conquerir les masses del món. laics.
Alguns membres del Congrés es van reunir al vespre a l'Òpera, durant una vetllada de gala per a la qual el ministre d'Instrucció Pública i Belles Arts, Georges Leygues, va reservar unes places per als membres del Congrés del Congrés Internacional de matemàtics.

## Lògica
La lògica al segle xix va culminar magníficament amb el primer Congrés Internacional de Filosofia i el Segon Congrés Internacional de Matemàtiques celebrats simultàniament a París.
La superposició entre els dos congressos va ser àmplia i afortunada per al futur de la lògica i la filosofia.
Giuseppe Peano, Alessandro Padoa, Cesare Burali-Forti, Ernst Schröder, Georg Cantor, Richard Dedekind, Gottlob Frege, Felix Klein, Ladd Franklin, Louis Couturat i Henri Poincaré formaven part del comitè organitzador del Congrés Filosòfic, que va ser important per al desenvolupament de la lògica matemàtica. Bertrand Russell va ser potser el seu assistent més important.

## Problemes de Hilbert
En una breu conferència, David Hilbert va exposar una llista de 23 problemes de matemàtiques no resolts.
De vegades es descriu com una conferència plenaria i de vegades no. Això és degut al fet que quan Hilbert va ser convidat a donar una conferència plenaria al Congrés, no va poder decidir de què parlar.
Parla amb Hermann Minkowski i Adolf Hurwitz. Finalment va decidir discutir alguns problemes de matemàtiques destacats, però va trigar molt a escriure la seva conferència. El programa del Congrés de 1900 es va publicar abans que Hilbert estigués a punt, de manera que el seu discurs no es va anunciar com a conferència plenaria. Aleshores es va lliurar així al Congrés durant una sessió conjunta de la Secció Educació i la Secció d'Història (a causa de la manca de temps, Hilbert només va parlar d'uns 10 dels seus 23 números a la conferència, encara que els 23 problemes apareixen a la publicació). Va ser el 8 d'agost, a les 9 del matí, quan David Hilbert va donar la seva conferència. Es titulava On Future Problems in Mathematics.
A les Actes, els organitzadors van decidir que, per la seva importància, posarien l'article d'Hilbert a la secció de conferències plenàries.
Just després de l'exposició de Hilbert, Giuseppe Peano va dir que la comunicació posterior d'Alessandro Padoa abordaria el problema núm. 2. Rudolf Mehmke recorda que va proposar determinades representacions monogràfiques a l'espai de les quals podria resultar una solució de l'equació general del setè grau.